# Fahd Hariri
Fahd Hariri (Arábia Saudita 1982) é um bilionário árabe. Filho mais novo do ex-primeiro-ministro libanês Rafiq Hariri herdou participação nas empresas de telecomunicações e imobiliário após a sua morte em 2005. Atua na Future TV, uma rede de televisão por satélite e terrestre que cobre o Oriente Médio, que é da família. Hariri, que vive em Paris, está envolvido em projetos nos Emirados Árabes Unidos, incluindo um hotel de cinco estrelas em Abu Dhabi em 2011.
Em 2008 era um dos 10 jovens mais ricos do mundo com cerca de 2.3 bilhões USD.